# Colom ferit de Mindanao
El colom ferit de Mindanao (Gallicolumba crinigera) és una espècie d'ocell de la família dels colúmbids (Columbidae). Habita els boscos de Mindanao i les properes Samar, Leyte, Dinagat, i Basilan, a les Filipines.